# Dominique Sheldon
Pour les articles homonymes, voir Sheldon.
Dominique Sheldon, né le 25 février 1757 à Winchester (Grande-Bretagne), mort le 4 octobre 1801 à Perpignan (Pyrénées-Orientales), est un général de division de la Révolution française d'origine anglaise.

## États de service
Il entre en service le 1er octobre 1770, comme cadet au régiment de Dillon, il passe sous-lieutenant sans appointements le 26 janvier 1773, lieutenant en second le 30 janvier 1778, capitaine par commission le 28 février 1778, et il obtient le rang de colonel d'infanterie le 9 septembre 1779, puis celui de mestre de camp attaché au corps des hussards le 2 avril 1780. Il participe à la guerre en Amérique de 1780 à 1781, et il démissionne de son grade le 19 octobre 1781 à l’issue du siège de Yorktown. En 1789 il séjourne en Corse avec une pension de 400 francs en attendant de nouveaux ordres.
Il est promu maréchal de camp le 13 janvier 1792 à l’armée du Rhin, et le 7 septembre 1792 il est élevé au grade de lieutenant-général. Le 2 février 1793, il rejoint l’armée d’Italie, puis il est dirigé sur l’armée des côtes de Brest, avant d’être mis en disponibilité le 30 septembre 1793. Le 27 mars 1799, il est mis en congé de réforme.
Rappelé à l’activité en 1800, comme commandant de la place de Perpignan, il meurt à son poste le 4 octobre 1801.

## Vie familiale
Le 25 juin 1798, Dominique, devenu comte de Sheldon, épouse Elizabeth Fortunée-Vallantin, fille adoptive d'un notaire public de Draguignan. Ils eurent au moins trois garçons : Edouard né le 14 mai 1797, Alfred né le 31 mars 1799 et Henry né le 4 juillet 1801, dont descendance en France.

### Sources et bibliographie
- (en) « Generals Who Served in the French Army during the Period 1789 - 1814: Eberle to Exelmans »
- Thierry Pouliquen, « Les généraux français et étrangers ayant servis [sic] dans la Grande Armée » (consulté le 28 janvier 2015)
- (pl) « Napoléon.org.pl »
- Étienne Charavay, Correspondance générale de Carnot, tome 1, imprimerie Nationale, 1893, p. 81.
- Georges Six, Dictionnaire biographique des généraux & amiraux français de la Révolution et de l'Empire (1792-1814), Paris : Librairie G. Saffroy, 1934, 2 vol., p. 454